# نظریه پولی مدرن
نظریه پولی مدرن یا ام‌ام‌تی (به انگلیسی: Modern Monetary Theory) یک نظریه اقتصاد کلان دگراندیشانه است که واحد پول را همچون انحصاری عمومی برای دولت و بیکاری را شاهدی بر این تعریف می‌کند که یک انحصارگر پولی عرضه ذخایر مالی مورد نیاز برای پرداخت مالیات‌ها و رسیدگی به نیاز به پس‌انداز را محدود می‌کند.
مدافعین این نظریه استدلال می‌کنند که دولت باید از سیاست پولی برای نیل به اشتغال کامل، خلق پول جدید برای تأمین خریدهای دولت استفاده کند. ریسک اصلی پس از رسیدن اقتصاد به وضعیت اشتغال کامل تورم است، که با افزودن مالیات‌ها و صدور اوراق قرضه جبران می‌شود تا پول اضافی از سیستم خارج شود. ام ام تی مجادله برانگیز است و مباحثهٔ در جریانی در خصوص مؤثر بودن و ریسک‌های آن وجود دارد.